# Marmaduke Grove

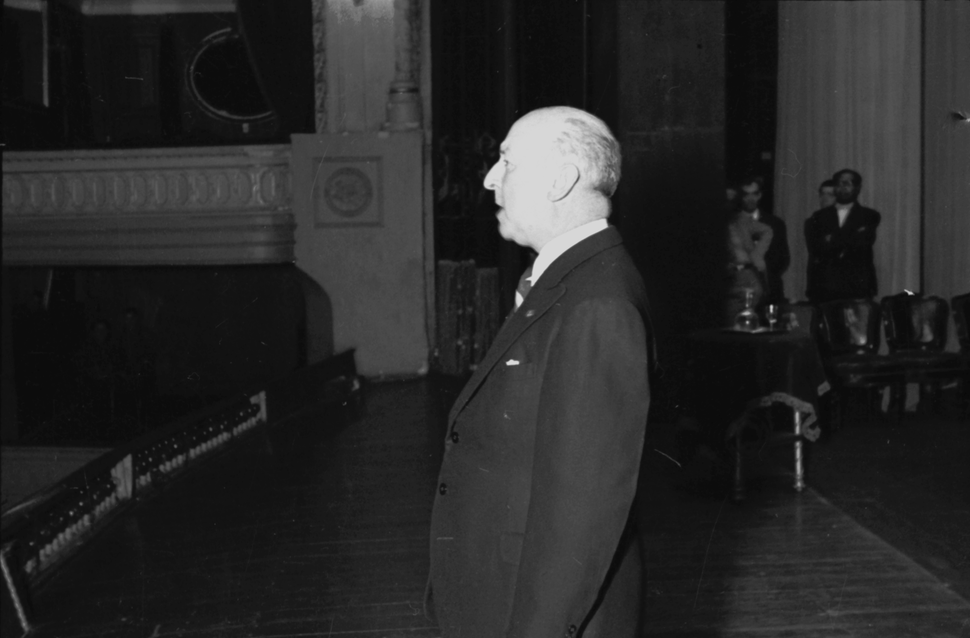
Marmaduke Grove, fundador y líder del Partido Socialista Auténtico (PSA).

Marmaduke Grove Vallejo (Copiapó, 6 de julio de 1878-Santiago, 15 de mayo de 1954) fue un militar, aviador, revolucionario y político chileno, miembro del Partido Socialista (PS). Intervino de forma gravitante en la vida política de su país en las décadas de 1920 y 1930. Se desempeñó como senador, Comandante en jefe de la FACh y ministro de Estado de Chile.

## Biografía
Hijo de Ana Vallejo y Burgoa y del abogado José Grove Ábalos, nació en la ciudad de Copiapó en 1878, en el seno de una familia radical. Su padre fue desterrado en 1891 durante el gobierno del presidente Balmaceda por actividades opositoras a su gobierno. Ingresó a la Escuela Naval en 1892, institución de la cual fue expulsado en su último año académico, tras lo cual ingresó a la Escuela Militar en 1897. En ese instituto fue compañero de curso con Carlos Ibáñez del Campo y Arturo Puga, con los cuales estaría constantemente relacionados.

### Historial Militar

#### Ejército de Chile
- 14.III.1897: Cadete
- 08.II.1898: Alférez (Artillería)
- 23.X.1901: Teniente
- 20.VII.1909: Capitán de 2.ª. Clase
- 10.I.1918: Mayor
- 18.XII.1921: Teniente coronel
- 01.I.1926: Coronel

#### Fuerza Aérea de Chile
- 04.II.1932: Comandante de Grupo (Equivalente a teniente coronel)
- 30.VIII.1954: General de Brigada Aérea (Ascenso por gracia, retroactivo al 26 de septiembre de 1945)

### Golpe de Estado de 1924
Sus primeras destinaciones fueron Alemania (1906-1911) donde cursó estudios de especialización y Tacna (1913-1917), antes de ser destinado a ser subdirector de la Escuela Militar. Con el grado de coronel fue destinado a la dirección de la Escuela de Aviación Militar.
En 1924 empieza a participar en política, siendo su primera intervención en los sucesos conocidos como "Ruido de Sables", lo que precipitaría el Golpe de Estado de septiembre de 1924. Durante estos sucesos, Grove participó activamente, debiendo viajar al puerto de Valparaíso con el fin de obtener la adhesión de la oficialidad de la Armada de Chile, cosa que consiguió. Por lo anterior y por las influencias políticas que ejercía, fue destinado como agregado militar en Suecia y el Reino Unido con el fin de tenerlo fuera de Chile.
Al estar obligatoriamente alejado de la vida política de Chile, convino el 17 de enero de 1929 junto al exiliado presidente Arturo Alessandri, el general Enrique Barros y el mayor Carlos Millán Iriarte reconquistar la democracia para Chile, en un evento conocido como el Pacto de Calais, el cual fue descubierto y denunciado por agentes del entonces "hombre fuerte", el general Carlos Ibáñez. Por sus actividades conspirativas Grove fue deportado a Buenos Aires y dado de baja del Ejército. Pese a lo anterior, eso no detuvo a Grove, quien realizó una famosa intentona golpista identificada por el vuelo realizado por Grove sobre la ciudad de Concepción en un avión rojo. Pese a los esfuerzos realizados la intentona fracasó y Grove y los conjurados fueron sometidos a una corte marcial que los condenó a relegación en la Isla de Pascua, de la cual se fugaron prontamente.

### La República Socialista

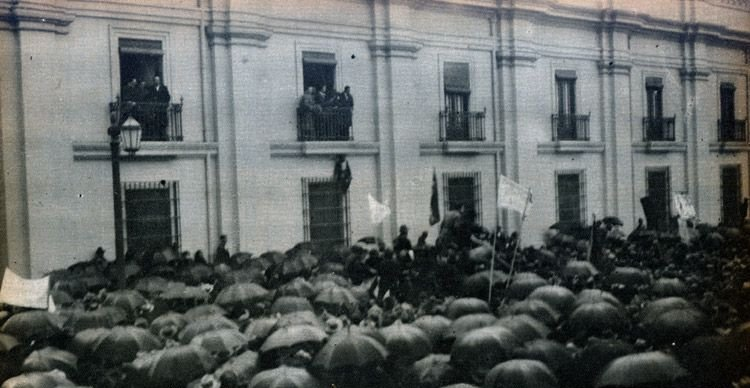
Marcha en apoyo de la República Socialista, frente al Palacio de La Moneda.

La caída de Ibáñez al poco tiempo y la ascensión a la presidencia de Juan Esteban Montero, permitieron el regreso de Grove, su reincorporación a las filas y su designación como comandante en jefe de la recién creada Fuerza Aérea de Chile. En su calidad de jefe militar participó en la sublevación de la unidad de la Fuerza Aérea del municipio santiaguino de El Bosque, lo cual desencadenó el golpe de Estado del 4 de junio de 1932. Grove lideró tales acciones junto a Carlos Dávila, Arturo Puga y Eugenio Matte, y ejerció el cargo de ministro de defensa.
Esta nueva junta dirigida por Puga, Matte y Dávila proclamaría el establecimiento de una República Socialista en Chile, la cual tendría la corta vida de 12 días, antes de que Dávila se hiciese en exclusiva con el poder. Esta acción significó nuevamente la deportación a Isla de Pascua, donde lo mantuvieron relegado hasta la caída de Dávila, de su sucesor, Bartolomé Blanche y de Abraham Oyanedel. Grove fue postulado a la presidencia de Chile para las elecciones de 1932, en las cuales obtuvo un sorprendente segundo lugar, pese a regresar a Santiago desde la deportación dos días antes de la elección.

### Vida política posterior
En 1933 Grove junto a Óscar Schnake y otros líderes fundan el Partido Socialista de Chile (PS) el 19 de abril. Fue precandidato a la presidencia de su partido por el Frente Popular, que finalmente designó a Pedro Aguirre Cerda como tal. Fue elegido senador en dos períodos, 1933-1941 y 1941-1949, por la 4.ª agrupación provincial de Santiago. Como senador presentó un proyecto de ley de reforma agraria no aprobado pero recordado por su presentación Ni tierra sin hombres, ni hombres sin tierra. En 1943 forma el Partido Socialista Auténtico por su desacuerdo con el PS en cuanto a retirarse de las funciones del gobierno.
Murió en Santiago el 15 de mayo de 1954, a los 75 años.

## Historial electoral

### Elecciones presidenciales 1932
- Elecciones presidenciales de 1932, para la Presidencia de la República

| Candidato               | Pacto           | Partido                     | Votos   | %     | Resultado  |
| ----------------------- | --------------- | --------------------------- | ------- | ----- | ---------- |
| Arturo Alessandri Palma | Liberal-Radical | Partido Liberal             | 187 914 | 55,30 | Presidente |
| Marmaduke Grove         | Socialista      | Nueva Acción Pública        | 60 856  | 17,91 |            |
| Héctor Rodríguez        |                 | Partido Conservador         | 47 207  | 13,89 |            |
| Enrique Zañartu Prieto  |                 | Partido Liberal Democrático | 42 885  | 12,62 |            |
| Elías Lafertte          |                 | Partido Comunista           | 902     | 0,26  |            |

### Elección complementaria de 1934
- Elección parlamentaria complementaria de mayo de 1934 - Senador por la 4.º agrupación provincial de Santiago.

| Candidato                | Partido             | Votos  | %     | Resultado |
| ------------------------ | ------------------- | ------ | ----- | --------- |
| Marmaduke Grove          | Partido Socialista  | 34 394 | 81,08 | Senador   |
| Pedro Fajardo Ulloa      | Partido Demócrata   | 6734   | 15,87 |           |
| Carlos Contreras Labarca | Partido Comunista   | 1011   | 2,39  |           |
| Emilio Zapata Díaz       | Izquierda Comunista | 278    | 0,66  |           |